# Кулотино
Кулотино (на руски: Кулотино) е селище от градски тип в Русия, разположено в Окуловски район, Новгородска област. Населението му към 1 януари 2018 година е 2447 души.